# Энно Людвиг
Энно Людвиг (нем. Enno Ludwig, в.-фриз. Enno Loadewyk; 29 октября 1632, Аурих, графство Остфрисланд — 4 апреля 1660, там же) — граф и князь Остфрисланда с 1648 по 1660 год; представитель дома Кирксена. Первый представитель дома Кирксена, который был возведён в достоинство имперских князей.

## Биография
Родился в Аурихе 29 октября 1632 года. Он был старшим сыном в семье Ульриха II, графа Остфрисланда и Юлианны Гессен-Дармштадтской, принцессы из Гессенского дома. По отцовской линии приходился внуком Энно III, графу Остфрисланда и Анны Гольштейн-Готторпской, принцессы из дома Гольштейн-Готторпов. По материнской линии был внуком Людвига V, ландграфа Гессен-Дармштадта и Магдалены Бранденбургской, принцессы из дома Гогенцоллернов.
Образование принц получил в лучших учебных заведениях Нидерландов, Франции и Швейцарии. В 1641 году получил звание имперского надворного советника при дворе императора Фердинанда III. Тем самым император признал его право на самостоятельное управление графством до достижения им совершеннолетия. Энно Людвиг лишил свою мать регентства и исключил из правительства всех её советников. В 1651 году, достигнув совершеннолетия, официально приступил к самостоятельному управлению графством Остфрисланд.
Вскоре после этого он приказал арестовать и судить Иоганна фон Маренгольца, любовника и тайного советника матери. Тот был признан виновным в государственной измене и казнен в Виттмунде 21 июля 1651 года. Его супругу, фрейлину вдовствующей графини, Елизавету Унгнад фон Вейссенвольф отправили в ссылку. Она была матерью Антона I, графа Альденбурга, внебрачного сына Антона Гюнтера, графа Ольденбурга, и через своего влиятельного брата Давида, графа Унгнад фон Вейссенвольфа при дворе в Вене обратилась к императору с просьбой рассмотреть её дело и вернуть ей конфискованное имущество.
Значительные недостатки в администрации и финансовой политики внутри графства Энно Людвиг пытался компенсировать получением достоинства имперского князя. В 1654 году с помощью остфрисландского учёного Германа Конринга за пятнадцать тысяч гульденов он приобрёл титул имперского князя, но без права передачи его по наследству и без места на княжеской скамье в рейхстаге. Наследный титул имперского князя был получен его братом Георгом Кристианом в 1662 году. 
Умер в Аурихе 4 апреля 1660 года в результате несчастного случая на охоте. Поскольку у него были только дочери, ему наследовал средний брат Георг Кристиан, став графом, а с 1662 года князем Остфрисланда.

### Брак и потомство
Энно Людвиг был обручён с Генриеттой Катариной Нассау-Оранской, с принцессой из дома Нассау, но помолвка распалась. 7 ноября 1656 года он сочетался браком с Юлианой Софией Юстиной Барби-Мюлингенской, аристократкой из дома Барби, графов Барби. В этом браке родились две дочери:
- Юлиана Луиза[англ.] (16.11.1657 — 30.10.1715), принцесса Остфрисландская, в 1700 году тайно сочеталась браком с пастором Иоахимом Моргенвеком, проповедником в церкви Марии Магдалины при приюте в Гамбурге;
- София Вильгельмина (17.10.1659 — 4.02.1698), принцесса Остфрисландская, 4 февраля 1695 года в Гамбурге сочеталась браком с Кристианом Ульрихом I (9.04.1652 — 5.04.1704), герцогом Вюртемберг-Эльса.